# GPT-3.5
A GPT-3.5 egy nagy nyelvi modell, amelyet az OpenAI fejlesztett ki, és amelyet gépi tanulási algoritmusok segítségével tréningeztek, hogy természetes nyelvi szövegeket értelmezzen és generáljon. Ez a modell az OpenAI GPT (Generative Pre-trained Transformer) sorozatának egyik kiemelkedő változata, mely a mesterséges intelligencia területén széles körű alkalmazási lehetőségeket kínál, például szövegírás, fordítás, kérdés-válasz és kreatív tartalomgenerálás céljára. A GPT-3.5 mély tanulási technikákra és hatalmas mennyiségű adat felhasználására támaszkodik, ami lehetővé teszi számára, hogy komplex nyelvi feladatokat is pontosan hajtson végre.

## Háttér
A GPT-3.5 a harmadik generációs Generative Pre-trained Transformer (GPT) modell fejlettebb változata, amelyet az OpenAI mesterséges intelligencia kutatólaboratórium fejlesztett ki. A modell az alapvető transformer architektúrán alapul, amelyet eredetileg az Attention is All You Need  című, 2017-ben publikált tanulmány mutatott be. A transformer hálózatok forradalmasították a természetes nyelvfeldolgozást (NLP) azzal, hogy lehetővé tették a hatékony és skálázható nyelvi modellek létrehozását.

### Fejlesztési alapok
A GPT-3.5 fejlesztése során a kutatók nagy hangsúlyt fektettek az előzetes betanításra és a finomhangolásra. A modell hatalmas mennyiségű, különböző nyelveken és témakörökben elérhető nyílt adatállományokon (pl. könyvek, weboldalak, tudományos publikációk) tréningezett. Az előzetes betanítás (pre-training) során a modell megtanulja az emberi nyelv alapvető mintázatait, míg a finomhangolási (fine-tuning) szakaszban specifikus feladatokra optimalizálják. A GPT-3.5 különösen kiemelkedik az alábbi tulajdonságaiban:
1. Méret és kapacitás: Több milliárd paramétert tartalmaz, ami lehetővé teszi a rendkívül komplex nyelvi minták megértését és generálását.
2. Multimodalitás: Bár a GPT-3 alapvetően szövegre optimalizált, a fejlesztési irányvonalak célja a vizuális és más típusú adatok integrálása.
3. Képességek: Kiemelkedően teljesít különböző nyelvi feladatokban, például fordítás, összegzés, érvelés, kreatív írás és kódgenerálás területén.[6]

### Felhasználási lehetőségek
A GPT-3.5 különösen népszerű az alábbi területeken:
- Ügyfélszolgálat automatizálása: Chatbotok és virtuális asszisztensek fejlesztésére használják.
- Tartalomkészítés: Blogok, cikkek és kreatív szövegek írása.
- Oktatás: Segédanyagok generálása és tanulást támogató rendszerek fejlesztése.
- Programozás: Kód generálása, hibakeresés és dokumentáció készítése.
- Kutatás és adatelemzés: Összefoglalók készítése és tudományos munkák elemzése.

### Kihívások és korlátok
Bár a GPT-3.5 lenyűgöző képességekkel rendelkezik, vannak bizonyos korlátai:
- Pontatlanságok: A modell hajlamos lehet a ténybeli pontatlanságokra és a hibás következtetésekre.
- Elfogultság: Az előzetes betanítás során használt adatokban található elfogultságok megjelenhetnek a modell által generált válaszokban.
- Etikai kérdések: Felmerül az automatizált rendszerek és a mesterséges intelligencia felhasználásának etikai szabályozása.[7][8]

A GPT-3.5 a mesterséges intelligencia egyik mérföldköve, amely a nyelv megértésében és generálásában a korábbi technológiákhoz képest jelentős előrelépést jelent, ugyanakkor a jövőbeni fejlesztésekhez is irányt mutat.

## Különböző modellverziók
A GPT-3.5 különböző modellverziói eltérő igényekhez és felhasználási célokhoz igazodnak. Az egyik legnépszerűbb verzió, a GPT-3.5 Turbo, a gyorsaság és költséghatékonyság szempontjából kiemelkedik. Ez a modell ideális nagyobb skálázhatóságú alkalmazásokhoz, például chatbotokhoz vagy API-integrációkhoz, mivel alacsonyabb költséggel és kisebb szerveroldali erőforrás-igénnyel működik. Gyors válaszideje különösen előnyös valós idejű kérdés-válasz szolgáltatásokban vagy ügyfélszolgálati rendszerekben.
A másik kiemelt modell a GPT-3.5 Davinci, amely a legnagyobb és legösszetettebb változat. Ez kimagasló teljesítményt nyújt a komplex nyelvi feladatokban, például szöveggenerálásban, mélyebb kontextusok értelmezésében és bonyolult kérdések megválaszolásában. Kiváló választás tudományos kutatások, kreatív írás, például novellák és cikkek generálása, valamint fordítások esetén.
A GPT-3.5 Curie egy kisebb és gyorsabb alternatíva a Davinci-hez képest, de továbbra is képes közepes összetettségű feladatok elvégzésére. Hatékony ár-érték arányával ideális chatbotokhoz, ügyfélszolgálati alkalmazásokhoz, valamint egyszerűbb dokumentációk és összefoglalók készítéséhez.
A GPT-3.5 Babbage kisebb és gazdaságosabb modell, amely alapvető nyelvi feladatokra lett tervezve. Gyors működésével és alacsony erőforrás-igényével kiváló választás struktúrált adatok, például kulcsszavak feldolgozásához vagy egyszerű nyelvi modellek integrációjához.
A leggyorsabb és leggazdaságosabb modell a GPT-3.5 Ada, amely egyszerűbb feladatok és valós idejű nyelvi feldolgozási igények kiszolgálására alkalmas. Az Ada modell különösen hatékony kérdés-válasz rendszerekben vagy bármilyen olyan alkalmazásban, ahol a gyors válaszidő alapvető követelmény.
A modellverziók közötti fő különbségek a méretükben, a paraméterek számában, a teljesítményükben és az ár-érték arányukban rejlenek. Míg a Davinci a legnagyobb és legbonyolultabb feladatokra specializált, addig az Ada és a Turbo gyorsabb és költséghatékonyabb alternatívák, egyszerűbb feladatokra. Az alkalmazási cél és a költségvetés alapján választható ki a megfelelő modell. Például az egyszerű chatbotokhoz az Ada vagy a Turbo a legjobb választás, míg kreatív vagy tudományos projektekhez a Davinci ajánlott. A GPT-3.5 modellcsalád így különböző igényeket és felhasználási területeket fed le, a hétköznapi alkalmazásoktól a komplex kutatási projektekig.

## Fordítás
- Ez a szócikk részben vagy egészben a(z) GPT-3.5 című angol Wikipédia-szócikk ezen változatának fordításán alapul. Az eredeti cikk szerkesztőit annak laptörténete sorolja fel. Ez a jelzés csupán a megfogalmazás eredetét és a szerzői jogokat jelzi, nem szolgál a cikkben szereplő információk forrásmegjelöléseként.